# Temporada 1953-1954 del RCD Espanyol
Dades de la Temporada 1953-1954 del RCD Espanyol.

## Fets Destacats
- 25 d'octubre de 1953: Lliga: Espanyol 4 - Reial Valladolid 1[4]
- 29 de novembre de 1953: Lliga: Espanyol 4 - Celta de Vigo 0[5]
- 6 de gener de 1954: Amistós: Espanyol 2 - Cruzeiro de Porto Alegre 4[6]
- 14 de gener de 1954: Amistós: Espanyol 1 - Cruzeiro de Porto Alegre 2[7]
- 28 de febrer de 1954: Lliga: Espanyol 4 - Real Oviedo 0[8]
- 18 d'abril de 1954: Lliga: FC Barcelona 1 - Espanyol 4, amb gols de Faura, Cruellas, Marcet i Mauri.[9]
- 25 d'abril de 1954: Lliga: Espanyol 2 - Reial Madrid 1[10]
- 23 de maig de 1954: Copa: Espanyol 6 - Sevilla FC 2[11]

## Resultats i Classificació
- Lliga d'Espanya: Quarta posició amb 34 punts (30 partits, 14 victòries, 6 empats, 10 derrotes, 50 gols a favor i 36 en contra).
- Copa d'Espanya: Quarts de final. Eliminà l'Atlètic de Madrid però fou vençut pel Sevilla FC a quarts de final en el partit de desempat.

## Plantilla
| P   | Jugador                | Lliga | Lliga | Copa d'Espanya | Copa d'Espanya |
| P   | Jugador                | PJ    | G     | PJ             | G              |
| --- | ---------------------- | ----- | ----- | -------------- | -------------- |
| POR | Marcel Domingo         | 18    | -22   | -              | -              |
| POR | Miquel Soler           | 13    | -14   | 2              | -2             |
| POR | Josep Trias            | -     | -     | 3              | -8             |
| DEF | Josep Parra            | 28    | -     | 5              | -              |
| DEF | Antoni Argilés         | 28    | 2     | 5              | -              |
| DEF | Cata                   | 24    | -     | 5              | -              |
| DEF | Agustí Faura           | 20    | 1     | 5              | -              |
| DEF | Salvador Gimeno        | 3     | -     | -              | -              |
| DEF | Ricard Teruel          | 2     | -     | -              | -              |
| MIG | Juan Bolinches         | 30    | 1     | 5              | -              |
| MIG | José Luis Piquín       | 26    | 1     | 5              | 2              |
| MIG | David Casamitjana      | 11    | 1     | 2              | 1              |
| MIG | Andrés Prieto          | 6     | -     | -              | -              |
| MIG | Josep Artigas          | 5     | -     | -              | -              |
| MIG | Emili Gàmiz            | 4     | -     | -              | -              |
| MIG | Joaquim Tejedor        | 1     | 1     | -              | -              |
| MIG | Mariano Veloy          | -     | -     | -              | -              |
| DAV | Francesc Xavier Marcet | 27    | 10    | 5              | 1              |
| DAV | Jaime Ramírez          | 25    | 8     | -              | -              |
| DAV | Antoni Cruellas        | 24    | 12    | 5              | 2              |
| DAV | Julià Arcas            | 17    | 7     | 5              | 2              |
| DAV | Josep Mauri            | 11    | 6     | 1              | 1              |
| DAV | Paseiro                | 6     | -     | 2              | 2              |
| DAV | Quico Pérez            | 2     | -     | -              | -              |
| DAV | Josep Davi             | -     | -     | -              | -              |